# Tenupedunculus elongatus
Tenupedunculus elongatus är en kräftdjursart som beskrevs av Schultz 1982C. Tenupedunculus elongatus ingår i släktet Tenupedunculus och familjen Stenetriidae. Inga underarter finns listade i Catalogue of Life.